# Cáseda
Cáseda (em castelhano) ou Kaseda (em basco) é um município da Espanha na província e comunidade autónoma de Navarra. Tem 85,61 km² de área e em 2021 tinha 952 habitantes (densidade: 11,1 hab./km²).

## Demografia
| Variação demográfica do município entre 1991 e 2004 | Variação demográfica do município entre 1991 e 2004 | Variação demográfica do município entre 1991 e 2004 | Variação demográfica do município entre 1991 e 2004 |
| --------------------------------------------------- | --------------------------------------------------- | --------------------------------------------------- | --------------------------------------------------- |
| 1991                                                | 1996                                                | 2001                                                | 2004                                                |
| 1124                                                | 1078                                                | 1053                                                | 1042                                                |